# 三和高等学校 (新潟県)
三和高等学校（さんわこうとうがっこう、英: Sanwa High School）は、かつて新潟県中頸城郡中郷村（現・上越市中郷区）にあった私立定時制工業高等学校。1948年に開校し、1963年に閉校した。廃校直前の1962年5月1日時点での生徒数は14名であった。

## 特色
同校は企業付設工業高校であり、生徒は日本曹達株式会社における勤労高校生という位置づけであった。

## 沿革
- 1948年5月 - 学校法人として認可を受けて、学校教育法第1条により三和高等学校（昼間定時制校）を発足[1]。
- 1963年2月25日 - 閉校[1]。

## 所在地
- 新潟県中頸城郡中郷村1062[2]